# Hans-Jürgen Meyer (Offizier)
Hans-Jürgen Meyer (* 1915; † 7. Februar 2010 in Rostock) war ein deutscher Soldat und Lehrer.

## Leben
Hans-Jürgen Meyer war zuletzt Oberleutnant der deutschen Wehrmacht und als solcher im Frühjahr 1945 Adjutant des Kommandanten von Stralsund. Als die Stadt am 1. Mai 1945 nahezu kampflos von der Roten Armee eingenommen wurde, war Hans-Jürgen Meyer mit der Verteidigung der Insel Rügen, auf der sich etwa 1500 Wehrmachtssoldaten verschanzt hatten, beauftragt. In Anbetracht der tatsächlichen Lage traf er sich in der Nacht des 4. Mai 1945 mit dem General der Roten Armee Nikolai Grigorjewitsch Ljaschtschenko in Stralsund und verhandelte mit ihm die kampflose Übergabe der Insel Rügen an die Rote Armee; die Kapitulation fand am 4. Mai 1945 um 8 Uhr statt.
Nach dem Krieg kam er in sowjetische Kriegsgefangenschaft, die er trotz eines entsprechenden Angebots der Sowjetunion nicht vorzeitig verließ; er kehrte 1949 nach Deutschland zurück und wurde in der Deutschen Demokratischen Republik Lehrer für Mathematik und Physik.
Über seinen Einsatz schrieb er das Buch Blinkzeichen am Rügendamm.

## Schriften
- Blinkzeichen am Rügendamm. Militärverlag der DDR, Berlin 1972 (Das Taschenbuch Band Nr. 147) [4. Aufl., 1990].